# エッグスター (芸能プロダクション)
株式会社エッグスター（英: EGGSTAR Co., Ltd.）は、東京都渋谷区に本社を置く、日本の芸能プロダクションである。

## 沿革
- 2014年3月 -芸能事務所のフィットワンとワンエイトプロモーションが合同で新人発掘を目的とした芸能事務所。

## 所属タレント
- 新藤まなみ
- ミツギ百合
- ベガ山本
- 渡部将之
- もりながせいか
- 國井紫苑
- 菖蒲菜月
- 時梨まりな
- 河井友莉亜
- 中嶋野乃

## 関連会社
- フィットワン
- ワンエイトプロモーション